# 亨利·穆奥

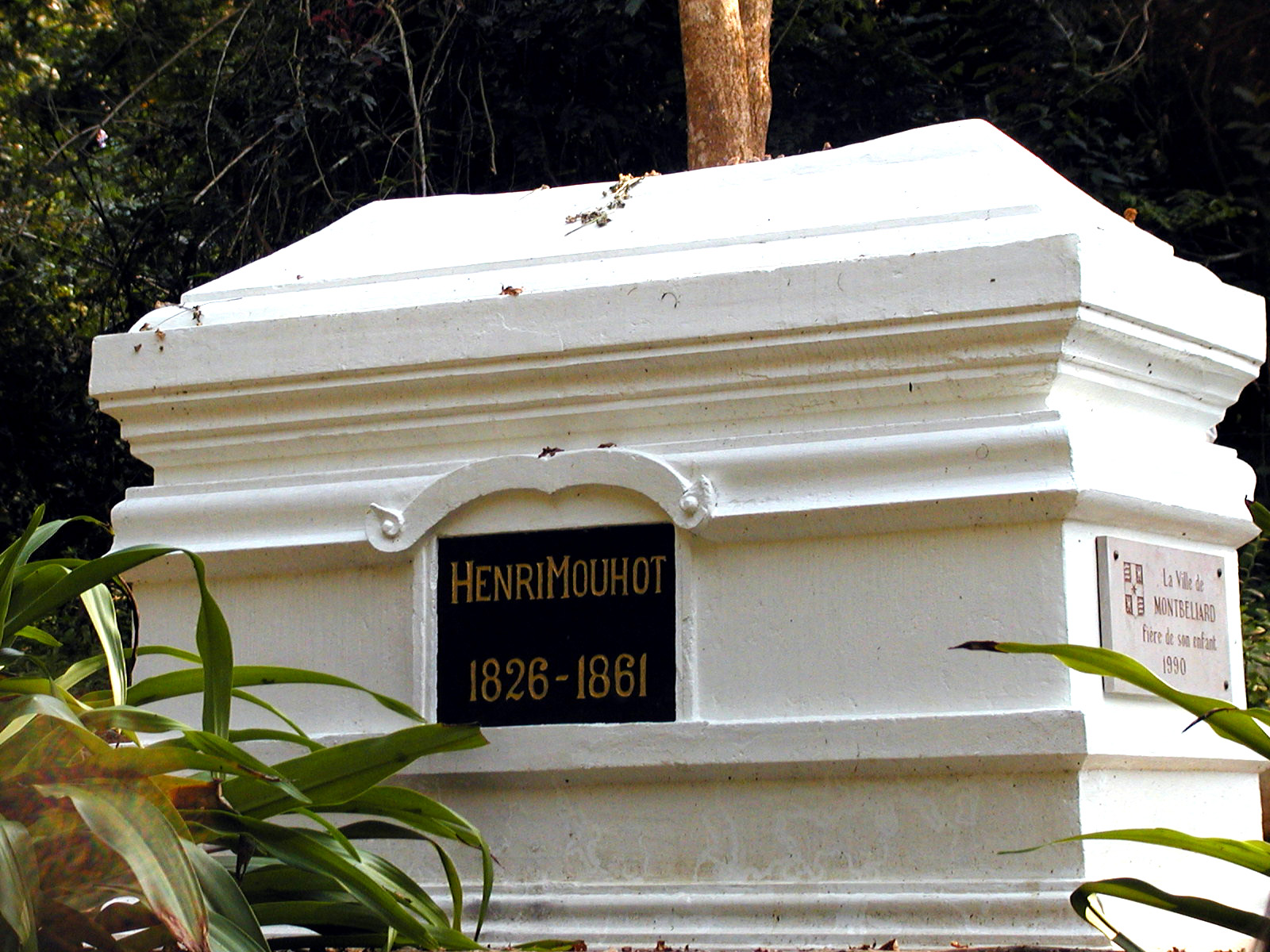
寮國琅勃拉邦穆奥之墓

亨利·穆奥（法語：Henri Mouhot，1826年5月15日—1861年11月10日），19世纪法国博物学家，以重新发现吴哥闻名，著有《暹罗柬埔寨老挝安南游记》(法語：Voyage dans les royaumes de Siam, de Cambodge, de Laos)。

## 生平
1826年5月15日穆奥诞生于靠近瑞士边境的法国杜省蒙贝利亚尔。在获得语言学学位后，年轻的语言学教授旅居俄罗斯十年，教授法语。后与兄弟夏尔一同游历欧洲，学习达盖尔发明的银版法。1856年致力研究博物学。同年与英国探险家芒哥·帕克的女儿结婚。1857年穆奥到中南半岛旅行，寻找新的动物标本。穆奥先抵达新加坡，由此取海道前往曼谷。
1861年1月，法國生物學家亨利·穆奧為尋找熱帶動物，到柬埔寨旅行，無意中在原始森林中發現宏偉驚人的古廟遺跡，他将在旅途的见闻，记录成日记。1861年不幸在丛林中发病身故，他的游记由弟弟Charles Mouhot整理为《暹羅柬埔寨老撾諸王國旅行記》，1862年在巴黎出版。1967年伦敦出版此书的英译本。

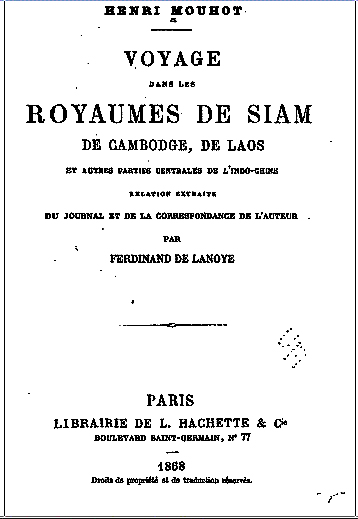
《暹罗柬埔寨老挝安南游记》扉页
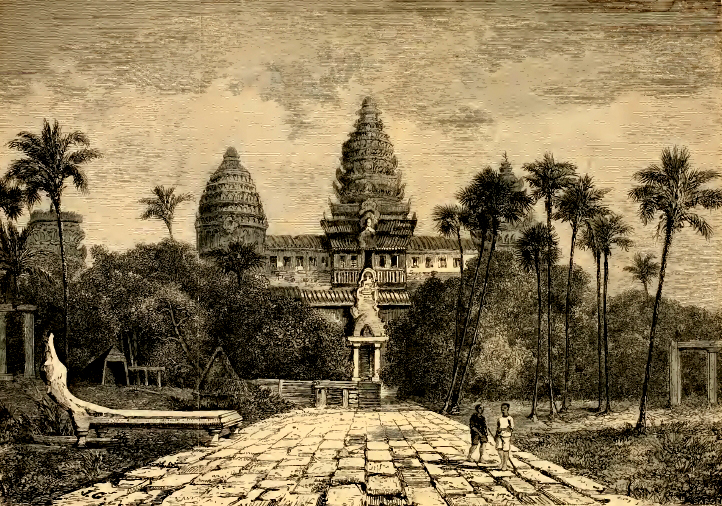
亨利·穆奥作《吴哥窟正面》
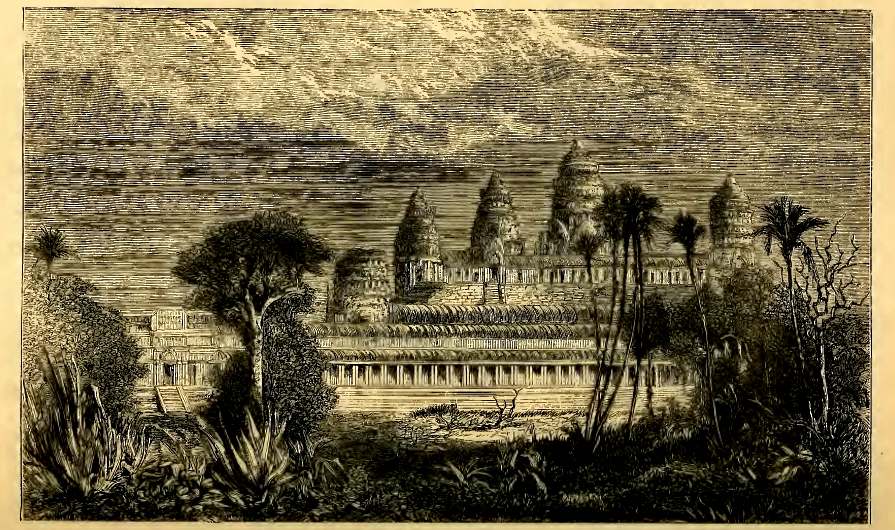
亨利·穆奥作  《吴哥窟图》
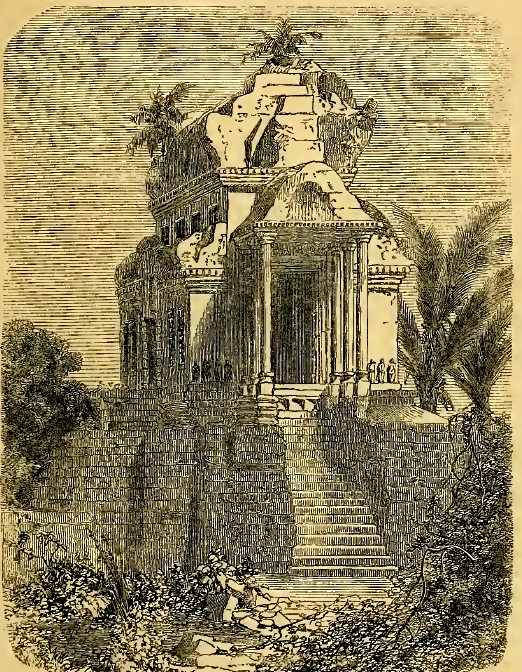
亨利·穆奥作  《吴哥窟廊门图》